# Volkspark Anton Saefkow
Der Volkspark Anton Saefkow liegt im Berliner Ortsteil Prenzlauer Berg des Bezirks Pankow. Er ist nach dem deutschen Kommunisten und Widerstandskämpfer gegen den Nationalsozialismus Anton Saefkow benannt.

## Lage

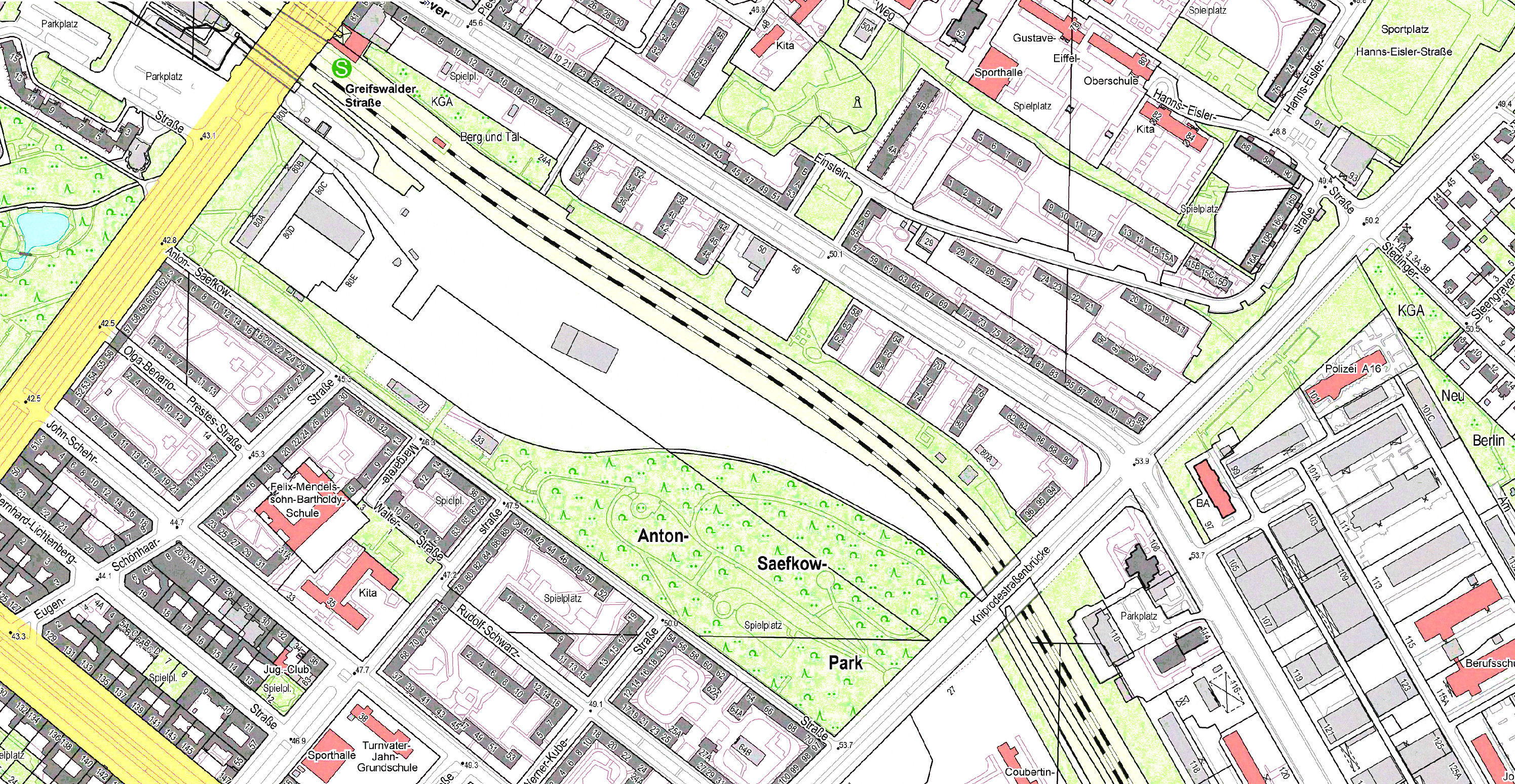
Lage im Ortsteil

Der leicht hügelige Park mit einer Fläche von acht Hektar schließt stadtauswärts am Wohngebiet „Grüne Stadt“ an. Vorgesehen ist, ein grünes Band zwischen Anton-Saefkow-Park über die Brücke an der Greifswalder Straße bis zum Ernst-Thälmann-Park zu knüpfen. Das Parkgelände liegt zwischen der Greifswalder und der Kniprodestraße, den südlichen Abschluss bildet die Anton-Saefkow-Straße und nach Nordost schließt das Gelände des ehemaligen Güterbahnhofs zur Ringbahn ab. Über die Bötzowstraße besteht die Verbindung zum Arnswalder Platz. Der Park ist in das Grüne-Hauptwege-System Berlins eingebunden, so führt der Hönower Weg vom südlichen Friedrichshain kommend zum Einsteinpark weiter. In Längsrichtung parallel zur Ringbahn führt der Innere Parkring hindurch. Das zirka fünfzehn Meter hohe Plateau ist zur Kniprodestraße versetzt, wo der Park eine Breite von 180 Metern hat. Zur Richtung Greifswalder Straße hin liegt der Stützpunkt des Grünflächenamtes auf den Grundstücken Anton-Saefkow-Straße 27 und 33 und verengt die Breite des Volksparks auf zehn Meter.

## Geschichte
Das Gebiet um den heutigen Park war bis zum Ende des 19. Jahrhunderts landwirtschaftliche Nutzfläche. Nach und nach entstanden Wohnhäuser und Industrie- und Verkehrsbauten, beispielsweise ein Zementwerk sowie der Güterbahnhof Greifswalder Straße. Nach dem Ende des Zweiten Weltkrieges ließ die Berliner Verwaltung zwischen 1948 und 1950 auf der Fläche Trümmer der abgeräumten Kriegsruinen und Schutt abladen. Dazu kamen Feldbahnen und Arbeitszüge der Berliner Straßenbahn als Trümmerbahnen sowie Lastkraftwagen zum Einsatz. Die Anlage wurde bis zu etwa 15 Meter aufgeschüttet und hügelig geformt, mit Oberboden bedeckt, begrünt und am 18. September 1955 als Park Gumbinner Grund eröffnet. Als Parkbasis kamen insgesamt rund 40.000 Kubikmeter Material zur Endlagerung. Der Name wurde von der daneben verlaufenden Gumbinner Straße abgeleitet.
Drei Jahre später stellte man eine Büste des Widerstandskämpfers auf, die vom Bildhauer Hans Kies aus schwedischem Granit hergestellt worden war. Der Park erhielt genau elf Jahre nach dem Todestag von Anton Saefkow dessen Namen, zeitgleich mit der Umbenennung der Gumbinner Straße. Dem Park wird eine „stark stadtbildprägende Wirkung“ zugesprochen.

## Zustand und Ausblick
Eine Untersuchung im Auftrag des Bezirksamts Pankow im Jahr 2012 ergab einen erheblichen Handlungsbedarf zur Sanierung und Aufwertung der Parkanlage. Mit den veranschlagten 1,5 Millionen Euro soll auch die Zugangssituation verbessert werden. 2013 wurden für 20.000 Euro, ein Jahr später für weitere 130.000 Euro die beiden Spielplätze saniert. Einer Umfrage zufolge wird der Park jedoch eher von älteren Menschen frequentiert und von Familien, die hier zum Grillen herkommen.
Die in den 1970er bis 1990er Jahren „lange Zeit fehlende Pflege hat aus dieser Parkanlage ein urwüchsiges Stück Natur werden lassen, das eigentlich zu schade für eine Domestizierung ist.“ „Die Eingänge sollen sichtbarer gestaltet und die Pergola an der Kniprodestraße neu hergerichtet werden. […] Für abschüssige Wege ist eine Asphaltierung vorgesehen – möglichst in einem Gelbton, um einen Sandweg zu imitieren.“ Eine Sanierung und Gestaltung des Parks ist allerdings nach dem Herbst 2017 verschoben.

## Galerie

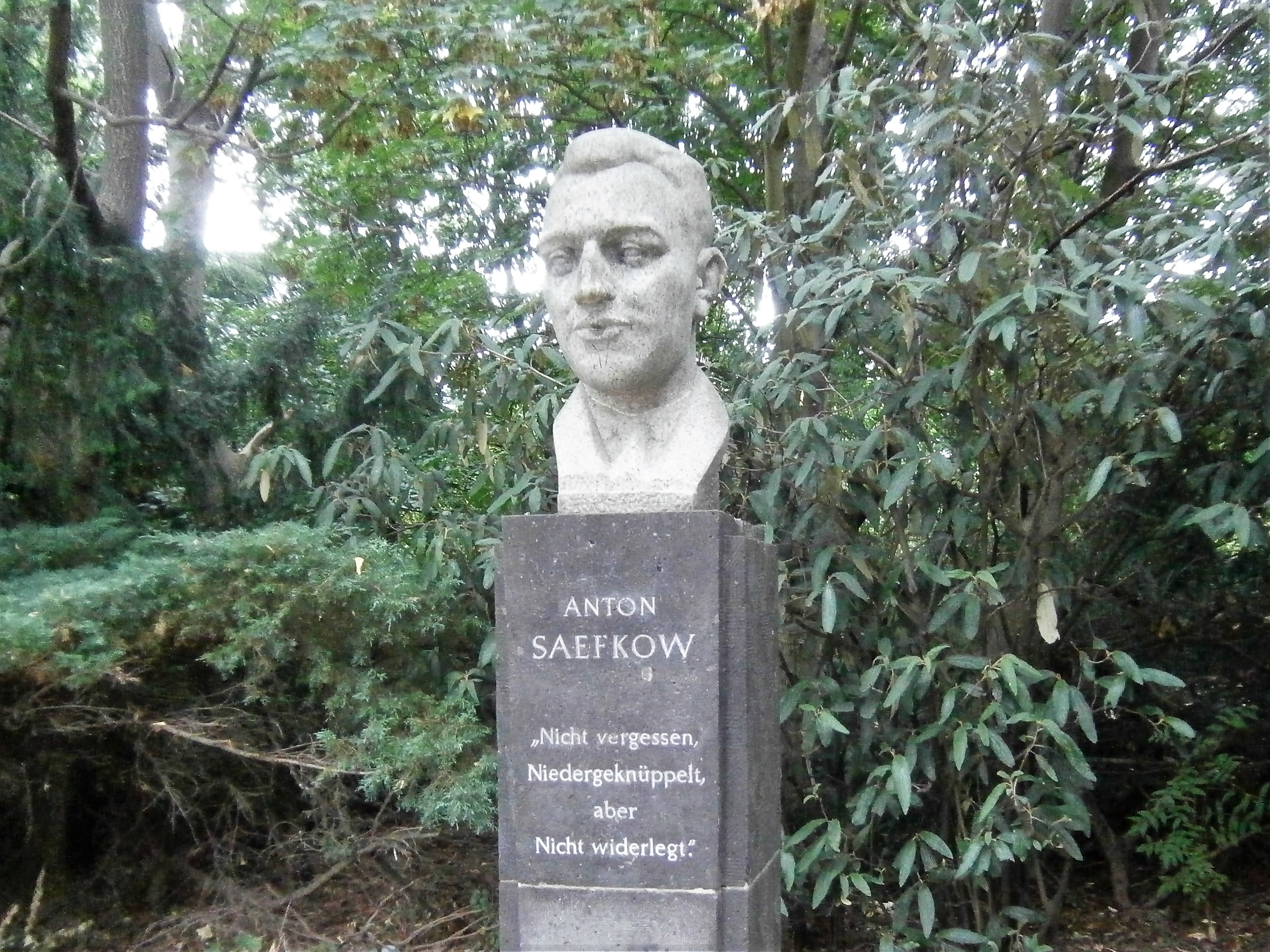
Büste von Saefkow „Nicht vergessen. Niedergeknüppelt, aber nicht widerlegt.“
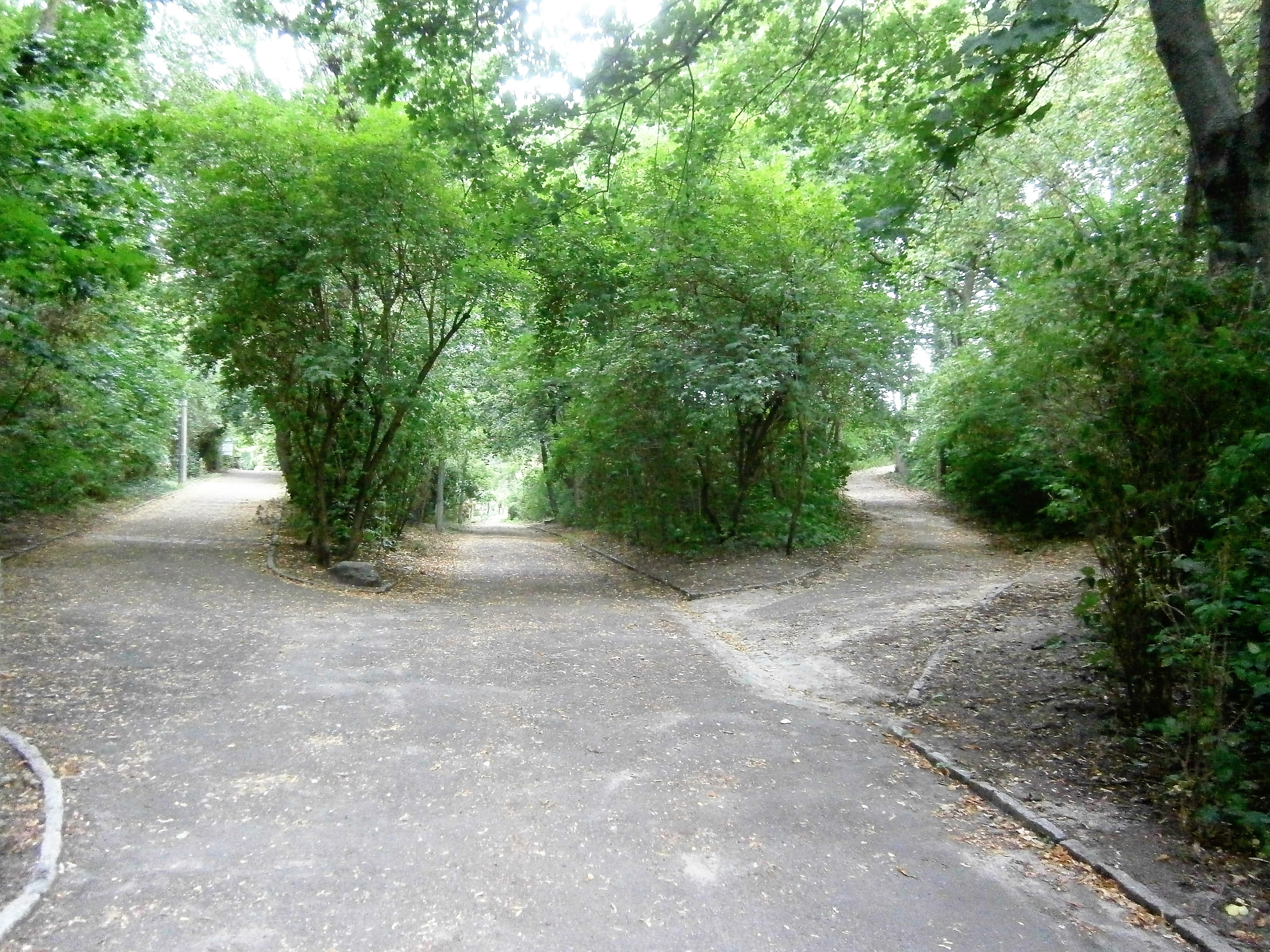
Park von der Kniprodestraße her – auf – ab -auf
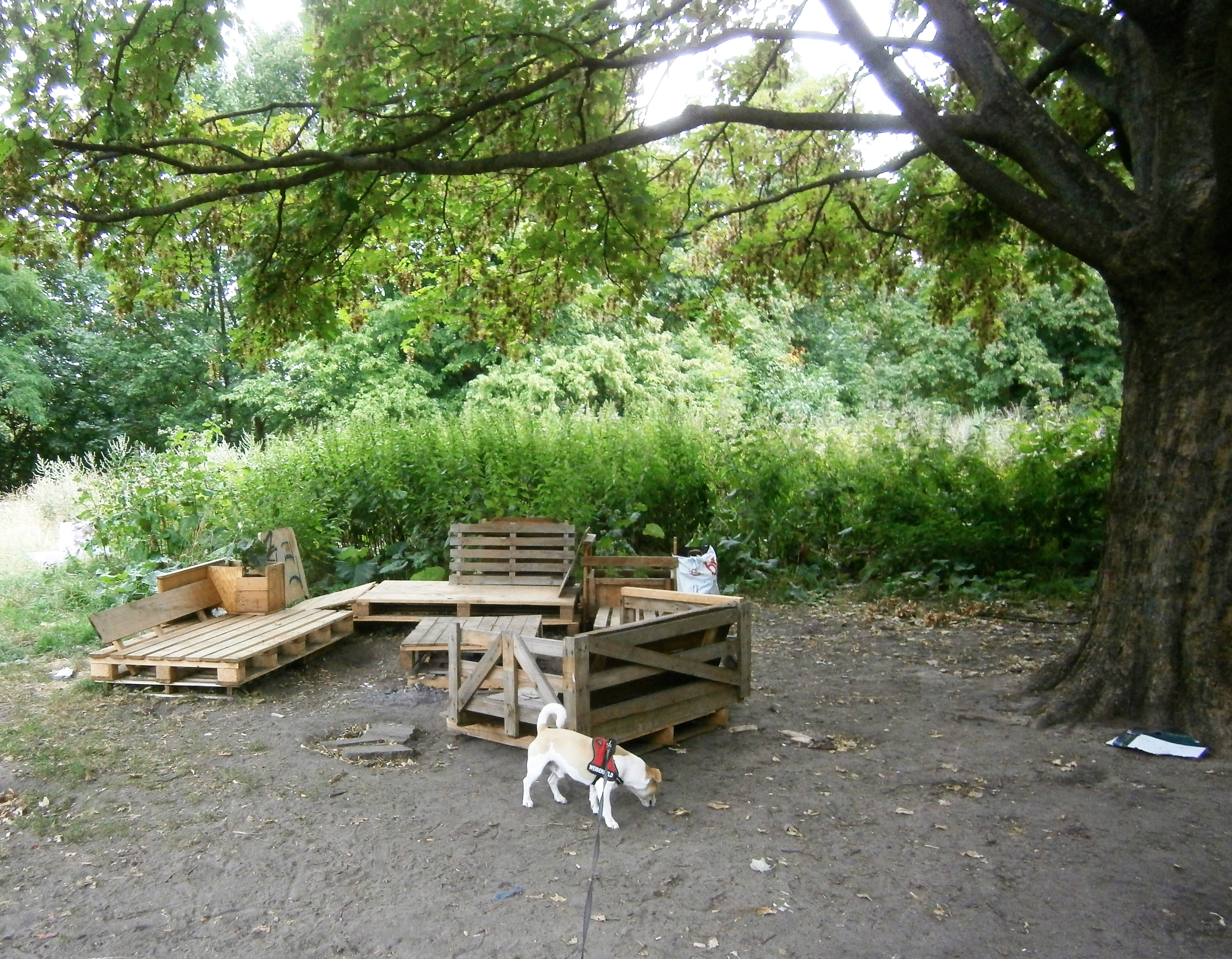
Anwohner gestalten die Liegewiese eigenständig
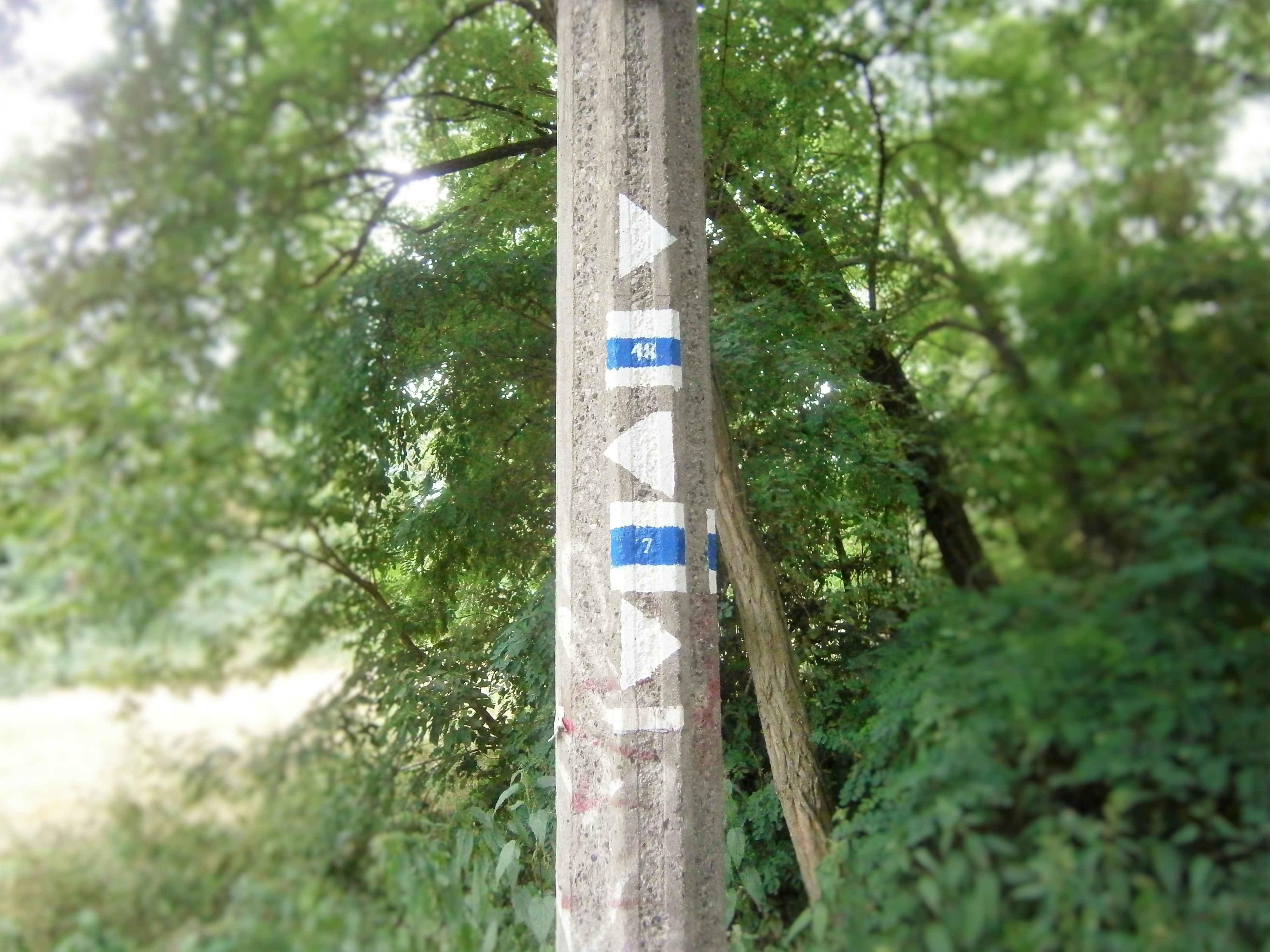
Markierung der sich kreuzenden grünen Hauptwege
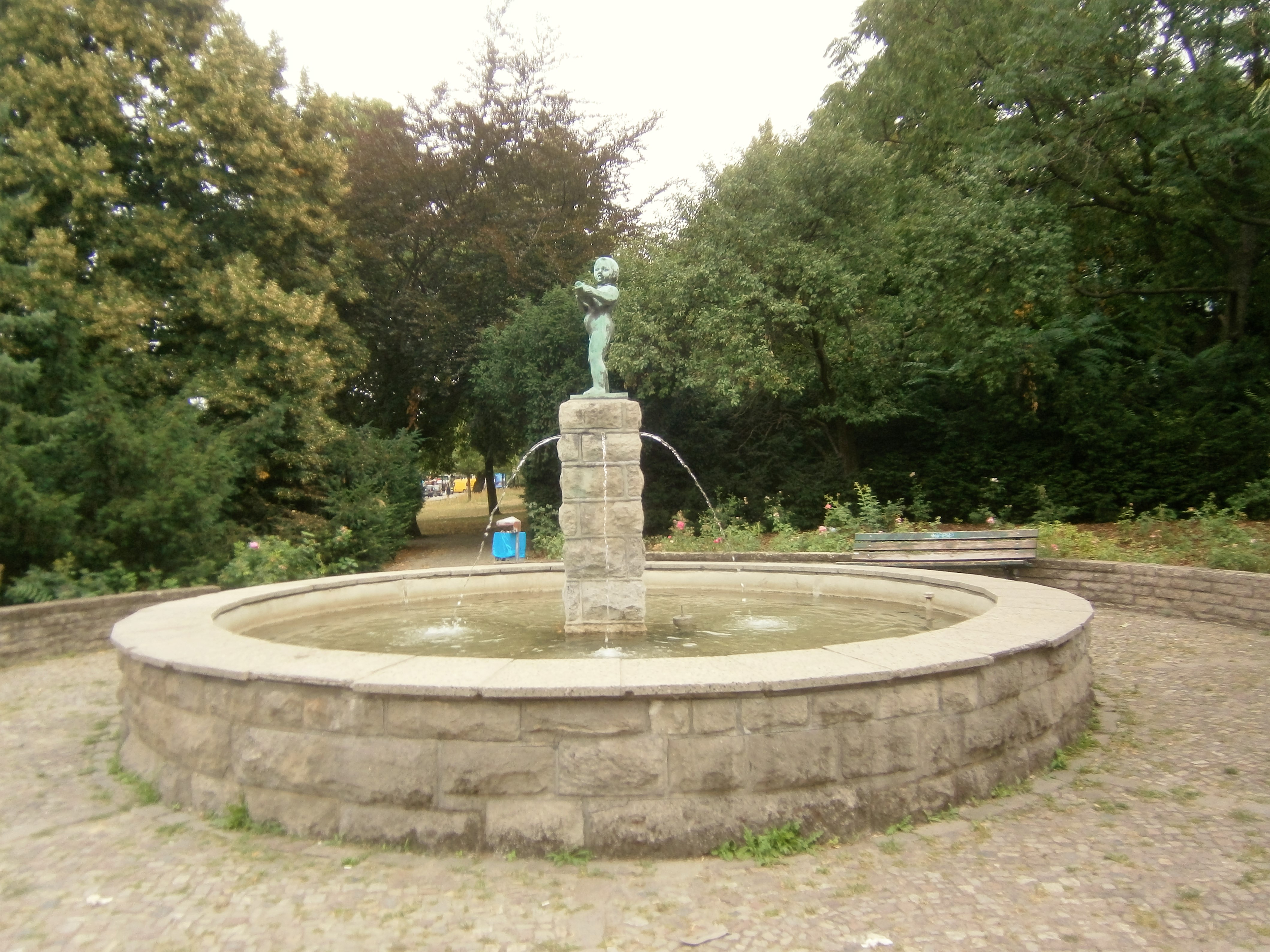
Brunnen Knabe mit Fisch an der Südwestecke Greifswalder Straße
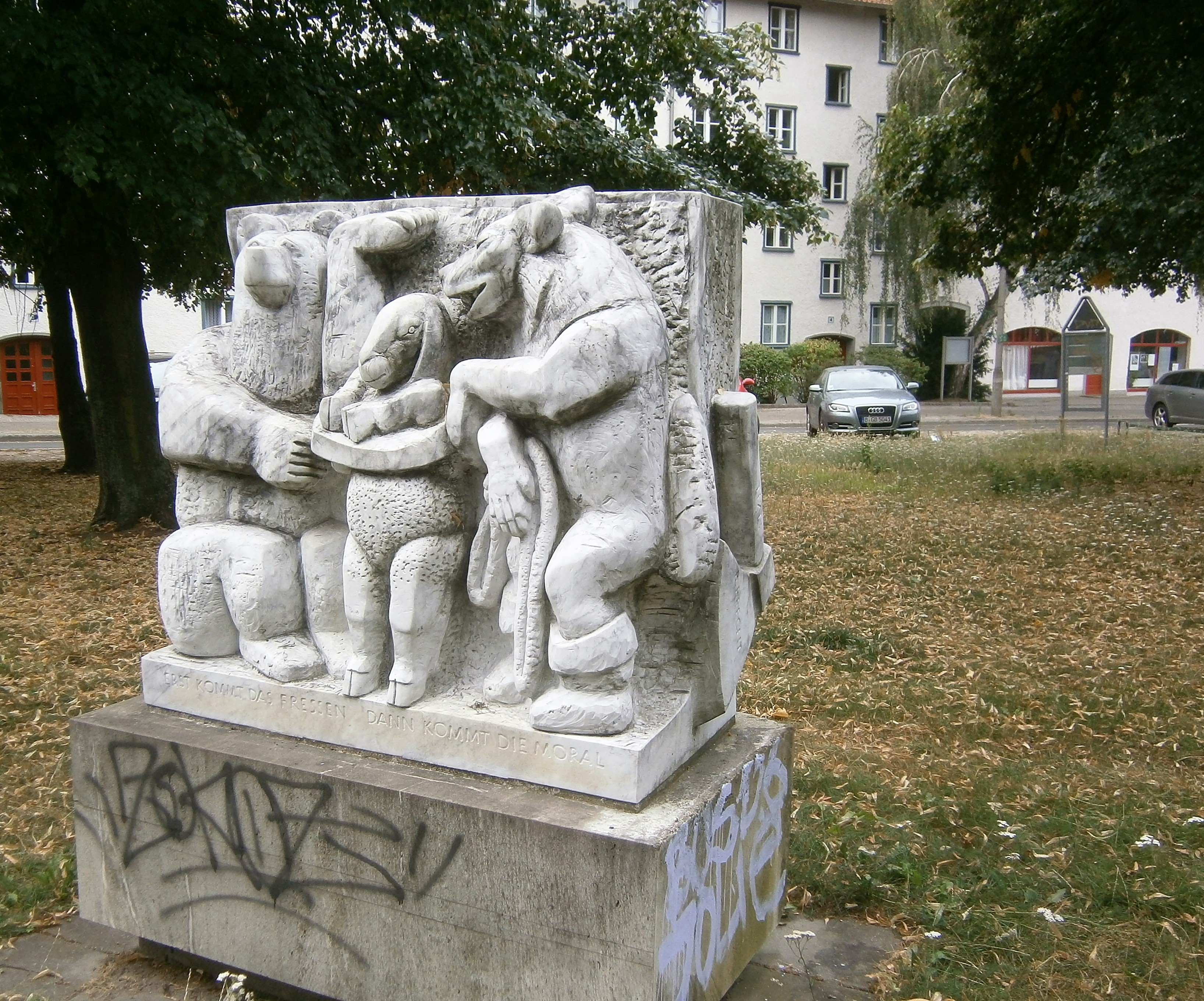
Skulptur Wolf-Schaf-Bär nach Zitat von Bertolt Brecht